# Parachilus major
Parachilus major är en stekelart som först beskrevs av Henri Saussure 1852.  Parachilus major ingår i släktet Parachilus och familjen Eumenidae. Inga underarter finns listade i Catalogue of Life.